# Euristhmus sandrae
Euristhmus sandrae es una especie de peces de la familia Plotosidae en el orden de los Siluriformes.

## Hábitat
Es un pez de mar y de clima tropical que vive hasta los 80 m de profundidad.

## Distribución geográfica
Se encuentra en Australia Occidental.